# William Francis Ryan
William Francis (W.F.) Ryan (1937 – 2 novembre 2023) è stato un bibliotecario e studioso della lingua e cultura russa britannico.
Fu descritto come uno dei maggiori esperti mondiali" di magia e stregoneria russa. Fu professore emerito e fellow onorario del Warburg Institute e dell'Università di Londra.

## Carriera accademica
Tra il 1967 e il 1976, Ryan fu docente di lingua e letteratura russa presso la Scuola di Studi Slavi ed Europei dell'Università di Londra. Nel 1976 fu nominato bibliotecario accademico presso il Warburg Institute di tale ateneo, incarico che ricoprì fino al 2002.
Nel 1999, Ryan pubblicò il volume intitolato The Bathhouse at Midnight: An Historical Survey of Magic and Divination in Russia, che fu recensito come "lo studio più approfondito e dettagliato fino ad oggi sulla magia e la divinazione dei popoli russi e slavi orientali".

## Premi e riconoscimenti
- 2000: eletto fellow della British Academy;
- 2005: lettore alle Panizzi Lectures presso la British Library sul tema 2La magia in Russia", pubblicate nel 2006.[6]

Dal 2002 al 2008 Ryan fu presidente della Folklore Society.

## Opere
- Ryan, W. F; Schmitt, Charles B (eds) (1983). Pseudo-Aristotle the secret of secrets: sources and influences. Londra: The Warburg Institute. ISBN 978-0-85481-062-8. OCLC 848737353.
- Schmitt, Charles Bernard; Ryan, W. F; Kraye, Jill (eds) (1986). Pseudo-Aristotle in the Middle Ages: the theology and other texts. Londra: Warburg Institute. ISBN 978-0-85481-065-9. OCLC 884261018.
- Ryan, W. F; Norman, Peter (eds) (1995). The Penguin Russian dictionary. Londra: Penguin. ISBN 978-0-14-051067-6. OCLC 477191306.
- Ryan, W. F (1999). The bathhouse at midnight: an historical survey of magic and divination in Russia. Stroud: Sutton. OCLC 767558870.
- Ryan, W. F (2006). The Panizzi lectures 2005: Russian magic at the British Library: books, manuscripts, scholars, travellers. London: British Library. ISBN 978-0-7123-4983-3. OCLC 506180806.
- Burnett, Charles; Ryan, W. F (2006). Magic and the classical tradition. London; Turin: The Warburg Institute ; Nino Aragno. ISBN 978-0-85481-131-1. OCLC 804851957.
- Kapaló, J. A.; Pócs, Éva; Ryan, W.F. (2013). The power of words: studies on charms and charming in Europe. Budapest; New York: Central European University Press. ISBN 978-615-5225-10-9. OCLC 903379636.
- Ryan, W. F; Taube, Moshe (2019). The Secret of Secrets: The East Slavic Version. Introduction, Text, Annotated Translation, and Slavic Index. Londra: The Warburg Institute. ISBN 978-1-908590-73-2. OCLC 1182800516.